# 'Ndrina Parrello
I Parrello sono una 'ndrina di Palmi, in provincia di Reggio Calabria.
Nel 1986 a causa dell'omicidio del capobastone Gaetano Parrello, scoppia una faida tra la 'ndrina e i Gallico.

## Esponenti di spicco
- Gaetano Parrello, detto Lupu i notti,[1] capo del clan ucciso nel 1986[2]
- Candeloro Parrello, figlio di Gaetano Parrello. Arrestato l'11 gennaio 2009[2] e scarcerato nel 2021 dopo aver scontato la pena.[3]

## Fatti recenti
- L'11 gennaio 2009 viene arrestato a Roma Candeloro Parrello, ricercato dal 1999 per traffico internazionale di droga, era uno dei referenti con i cartelli colombiani della cocaina. Gli sono state sequestrate anche 4 ville[2][4].
- L'8 giugno 2010 si conclude l'operazione Cosa mia con l'arresto di 46 persone e altre 6 con mandato di cattura già in carcere. Sono accusati di estorsione, associazione mafiosa e di infiltrazione negli appalti legati all'ammodernamento del V macrolotto dell'autostrada A3, pretendevano una tangente del 3% alle ditte appaltatrici e il rifornimento di calcestruzzo da aziende vicini agli ambienti mafiosi. Le 'ndrine coinvolte sono quelle dei Gallico-Morgante-Sgrò-Sciglitano e Bruzzise-Parrello[5][6][7].
- Il 19 luglio 2016 con la conclusione dell'operazione Alchemia della DDA di Reggio Calabria e dello SCO di Roma vengono arrestate 40 persone tra la Calabria e la Liguria presunte affiliate dei Gullace-Raso-Albanese e Parrello-Gagliostro oltre che politici e imprenditori accusati di associazione mafiosa, contraffazione, corruzione, intestazione fittizia di beni e società. Tentavano di infiltrarsi negli appalti per la costruzione del Terzo valico ferroviario di alta velocità Genova-Milano in Liguria e per appalti inerenti al trasporto pubblico e allo smaltimento rifiuti a Roma. Risultano indagati il senatore Antonio Caridi e il vicepresidente del consiglio regionale della Calabria Francesco D'Agostino. Sono stati rilevate la gestione di aziende di igiene ambientale e industriale, di produzione di lampade a led e del settore tradizionale del movimento terra, ma anche investimenti immobiliari in Francia (Costa Azzurra), Brasile e in Spagna (Isole Canarie)[8][9].